# Geração d'Orpheu

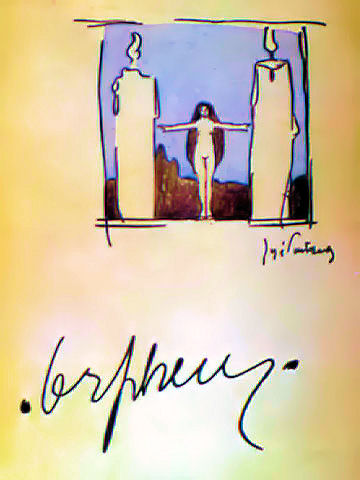
Revista Orpheu, primeiro número, Janeiro-Fevereiro-Março 1915,
capa de José Pacheko.

A Geração d'Orpheu foi o grupo responsável pela introdução do Modernismo nas artes e letras portuguesas. O nome advém da revista literária Orpheu, publicada em Lisboa no ano de 1915.
Seguindo as vanguardas europeias do início do século XX, nomeadamente o Futurismo, os colaboradores da revista Orpheu propuseram-se, de acordo com uma citação de Maiakovski que Almada Negreiros terá usado mais tarde para caracterizar o Grupo, "dar uma bofetada no gosto público". Apesar disto, mantiveram influências de movimentos anteriores, tal como o Simbolismo e o Impressionismo.
Poetas como Fernando Pessoa, Mário de Sá-Carneiro, Almada Negreiros, e pintores como Amadeo de Souza-Cardoso e Santa Rita Pintor reuniram-se em torno duma revista de arte e literatura cuja principal função era agitar as águas, subverter, escandalizar o burguês e pôr todas as convenções sociais em causa: o próprio nome "Orpheu" não fora escolhido por obra do acaso — Orfeu era o mítico músico grego que, para salvar a sua mulher Eurídice de Hades, teria de a trazer de volta ao mundo dos vivos sem nunca olhar para trás.
E era essa metáfora que importava aos homens da Orpheu, esse não olhar para trás, esse esquecer, esse olvidar do passado para concentrar as atenções e as forças no caminho para diante, no futuro, na "edificação do Portugal do séc. XX" (Almada Negreiros). A Geração d'Orpheu não contribuiu só para a modernização da arte em Portugal, mas foi responsável pela divulgação de alguns dos melhores artistas do mundo.